# 梅農蓋
梅農蓋（葡萄牙語：Menongue）是安哥拉中部的城鎮，也是庫安多古班哥省的首府，距離羅安達1,051公里、奎托342公里，海拔高度1,354米，每年平均降量量1,015毫米，2010年人口32,203。
14°40′00″S 17°42′00″E / 14.66667°S 17.70000°E